# Dick Mallon
Dick Mallon (Rotterdam, 18 juli 1926 – Almere, 25 maart 2006) was een Nederlands journalist. Hij was hoofdredacteur van het ANP. Hij gaf tot 1984 leiding aan de afdeling die het radionieuws voor de NOS verzorgde.
Mallon was in 1953 redacteur bij het radionieuws ten tijde van de watersnoodramp.
Hij stierf op 79-jarige leeftijd.